# Johannes Karasek

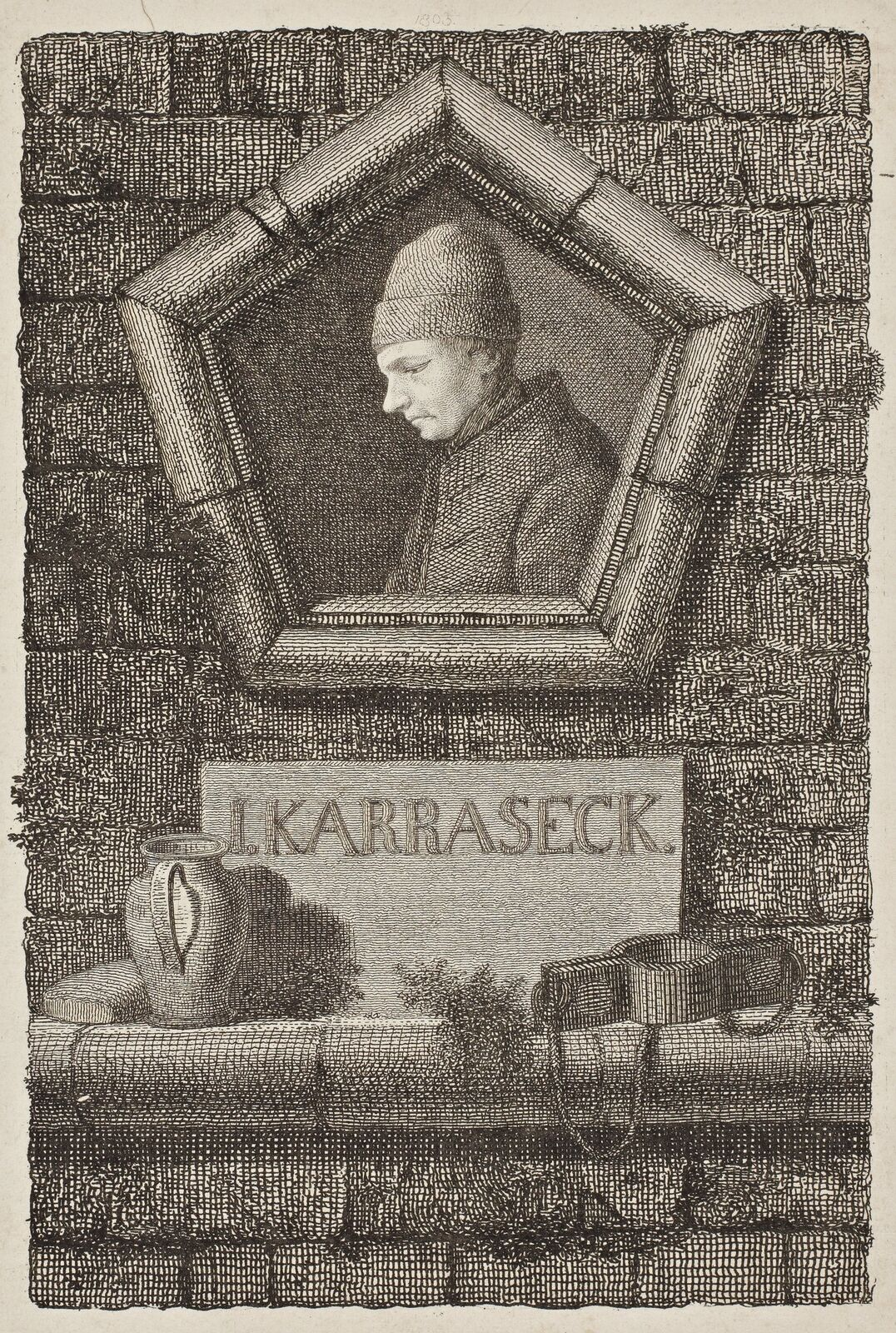
Johannes Karasek

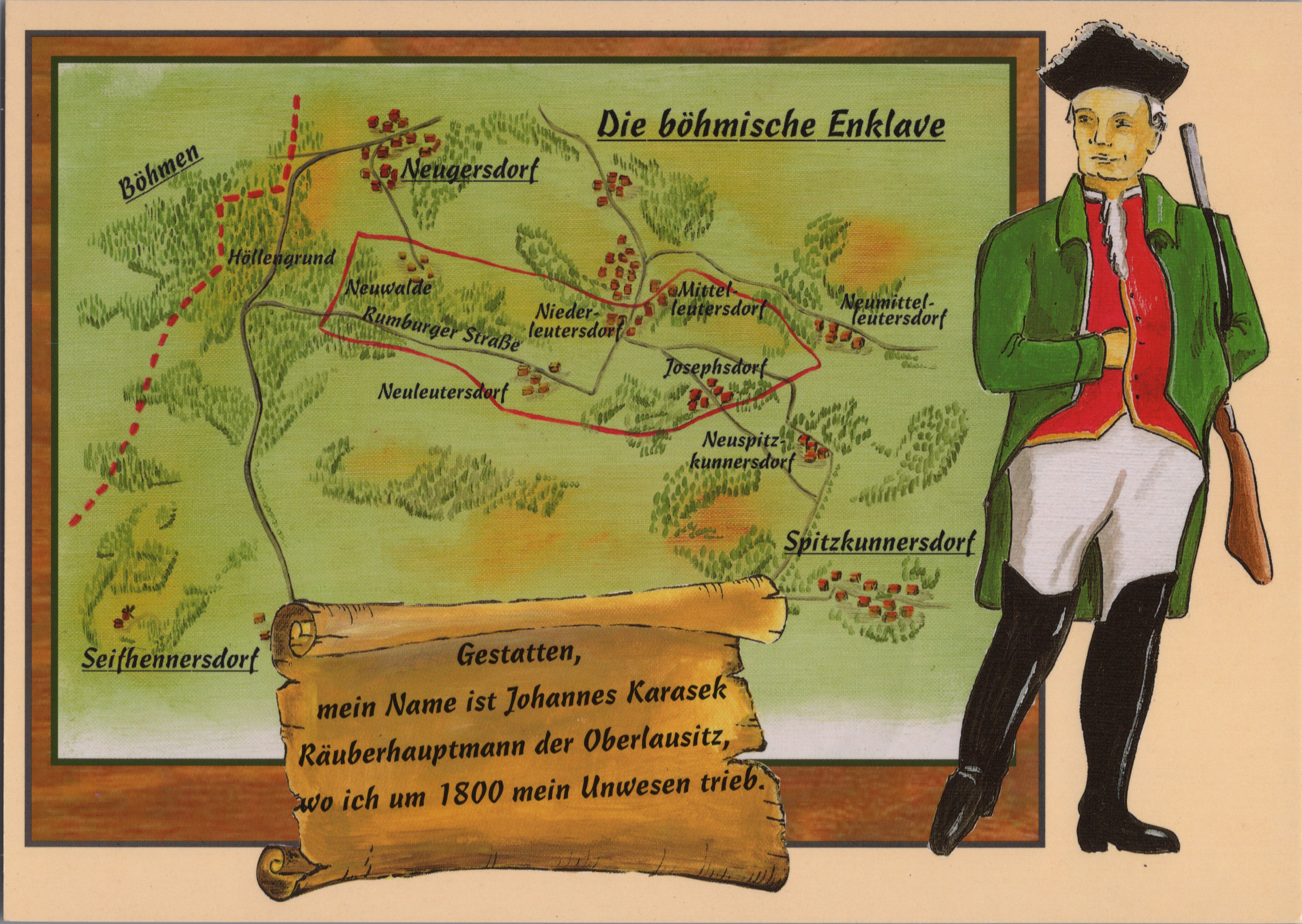
Räuberhauptmann Johannes Karasek auf einer Ansichtskarte

Johannes Karasek, genannt Prager Hansel oder Böhmischer Hansel (* 10. September 1764 in Smichow; † 14. September 1809 in Dresden), war der Anführer einer Räuberbande, welche im sächsisch-böhmischen Grenzgebiet agierte.

## Leben
Jan Nepomuk (Johannes) Karasek wurde am 10. September 1764 als drittes Kind der Familie des Tischlers Wenzel Karasek in Schmichov bei Prag geboren. Johannes hatte sieben Geschwister.
Die nachfolgenden Angaben stammen aus den „Akten des königlich-sächsischen Amtsgericht Großschönau“, die noch im Staatsarchiv Bautzen auffindbar sein sollen: Von seinem Vater erlernte er das Tischlerhandwerk und vom Fleischermeister Franz Latrinen auch noch das Fleischerhandwerk. Nach seiner Lehrzeit ging er auf Wanderschaft, die ihn über Mähren und Österreich nach Saatz in Böhmen führte. Dort arbeitete er als Fleischhauer. Nun werden seine Angaben sehr lückenhaft. Klar ist nur, dass er beim Militär landete, desertierte, wegen Diebstahl verurteilt und inhaftiert war. Nach einigen Jahren wurde er wieder zum Militär gepresst und diente im Regiment des Fürsten von Hohenlohe in Theresienstadt. Einen Marsch des Bataillons nach Prag nutzte er, um erneut zu desertieren. Um nicht sofort wieder gefasst zu werden, ging er nach Sachsen.
Dort schloss er sich der Bande des Räuberhauptmanns Palme an. Besonders die böhmischen Exklaven in der Oberlausitz boten ihr gute Schlupfwinkel für Raubzüge zu den Begüterten in der südlichen Oberlausitz und im böhmischen Niederland. Nach Palmes Tod wurde Karasek 1797 zum Anführer der Bande. Karasek machte es zur Bedingung, dass sein Wohnort Leutersdorf von den Raubzügen verschont blieb.

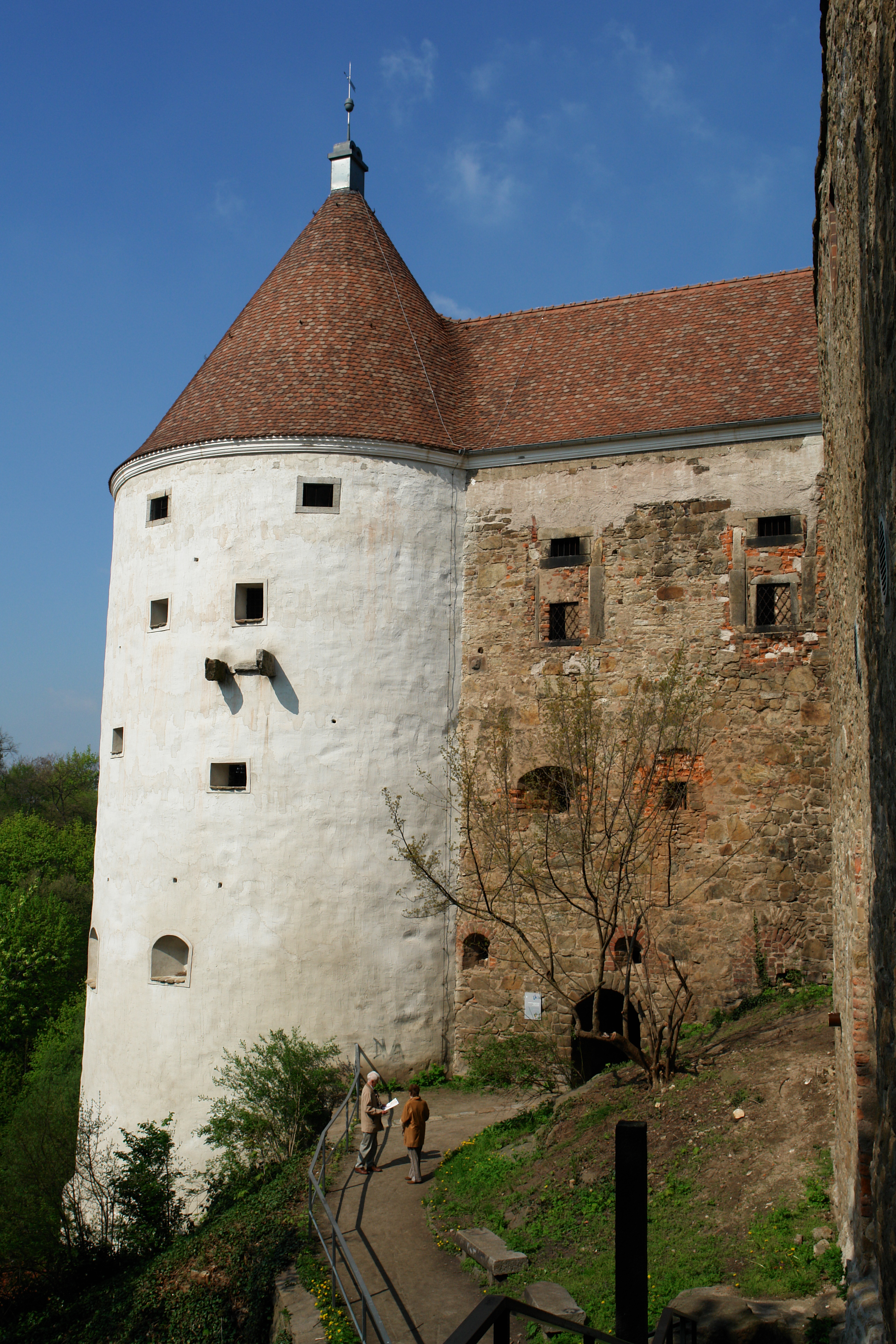
Burgwasserturm und Fronfeste der Ortenburg in Bautzen

Am 27. September 1795 heiratete er Magdalena Greibich (bzw. Kreibich), Tochter des Gerichtskretschamwirtes im böhmischen Neuwalde in der Hofkirche Dresden, und am 2. Januar 1797 wurde die Tochter Veronika geboren. Das Gebäude, auch nach seinem Besitzer „Greibichschenke“ genannt, war von dichten Wäldern umgeben. Es befand sich im westlichen Teil der böhmischen Enklave (1635–1849). Sie bildete eine Insel inmitten der sächsischen Dörfer der Oberlausitz. Von hier aus planten und unternahmen die Räuber Raubzüge, unter anderem nach Seifhennersdorf, Spitzkunnersdorf, Varnsdorf, Niedergrund, Niederoderwitz, Neugersdorf, Ebersbach, ja bis nach Friedland und Sebnitz. Betroffen waren vor allem Faktoren (Händler), Mühlenbesitzer oder Geldwechsler, also begüterte Menschen zur damaligen Zeit.
Als sich Karasek im Jahre 1800 doch entschloss, das Gut Oberleutersdorf auszurauben, war das das Ende der Bande. Unterwegs verlorene Beutestücke führten zur Greibich- bzw. Kreibichschenke, und Karasek, der mit seinem eleganten Auftreten und seiner Redegewandtheit bis dahin über jeden Verdacht erhaben war, war als der Kopf der Bande ausgemacht.
Karasek wurde in Leutersdorf der Prozess gemacht. In der Zeit von 1800 bis 1803 war Karasek im Burgverlies am ehemaligen Burgwasserturm der Ortenburg in Bautzen eingesperrt. Das Todesurteil wurde später vom sächsischen Kurfürsten Friedrich August III. in eine lebenslange Haft umgewandelt, die er bis zu seinem Tod in der Festung Dresden verbrachte.
Auch nach Karaseks Verhaftung hörten die Raubzüge nicht auf. Diesmal war es die Bande von Wenzel Kummer, genannt der Böhmische Wenzel, die von Neuschirgiswalde in der Exklave Schirgiswalde aus agierte und 1803 ausgehoben wurde.
Die Greibichschenke wurde 1804 abgerissen, um eine weitere Nutzung als Räubernest zu verhindern.

## Nachwirkung
Karasek ging in die Geschichte als berühmt-berüchtigter Räuberhauptmann ein, der sich der Obrigkeit widersetzte und zu seiner Zeit Nordböhmen und die südliche Oberlausitz verunsicherte, die Sage idealisierte ihn hingegen als „Volkshelden“, der den Reichen nahm und den Armen gab. Geschichte und Sage um seine Person sind heute kaum noch voneinander zu trennen. So blieb die Erinnerung an ihn bei der Bevölkerung der Oberlausitz bis heute erhalten.

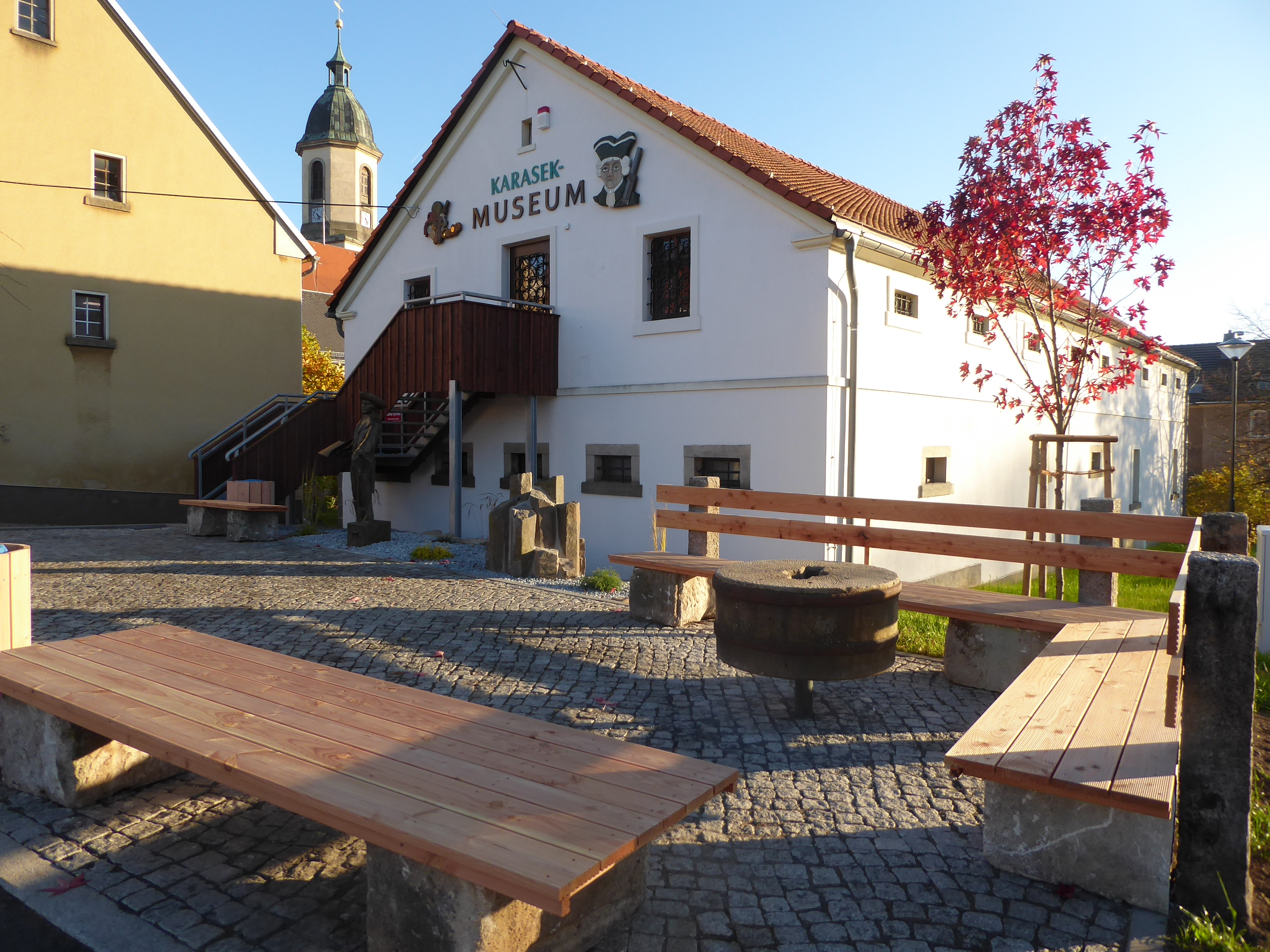
Karasek-Museum in Seifhennersdorf

In Seifhennersdorf erinnert das Karasek-Museum an ihn. Auch die Karasek-Theatergruppe, ein ab 1991 in der kleinen Stadt Neusalza-Spremberg bestehendes Laienspiel-Ensemble widmet sich Karasek. Ihre Theateraufführungen basieren insbesondere auf literarischen Vorlagen des Heimatdichters Oskar Schwär (1890–1968).
In der DDR gab es in den 1950er Jahren einen „Kirsch-Fruchtsaftlikör“ der „Thomas August Destillation Neugersdorf/Sachsen“ mit dem Namen „Karaseckblut“, auf dessen Etikett ein/der Räuberhauptmann abgebildet war.
Im sächsischen Sandsteinkarst ist eine tunnelförmige Höhle im Diebsgrund (Gebiet Bielatal) als Karasekhöhle (Höhlenkataster Sachsen Nr. LB-59) eingetragen. Deren Erforschung nahm 2001 die Höhlenforschergruppe Dresden vor. Auch die Diebskammer, eine ehemalige Höhle am geografischen Mittelpunkt Sachsens im Tharandter Wald, wird mit ihm und dem Räuber Lips Tulian in Verbindung gebracht.
Auch eine Höhle im Weißen Stein im Hofebusch bei Spitzkunnersdorf in der Oberlausitz wurde nach ihm benannt.